# 김정근 (아나운서)
김정근(金正根, 1977년 11월 30일 ~ )은 대한민국의 전직 아나운서이며, 현재 방송인으로 활동한다.

## 학력
- 동국대학교 경영학 (학사) (1997학번)

## 주요 경력
- ROTC 장교 39기 2001년 소위 임관 (2003년 중위 전역)
- 2005년 ~ 2017년 MBC 아나운서국 아나운서
- 2019년 3월 ~ 2023년 3월 MBC 아나운서국 아나운서
- 2021년 2월 ~ 2023년 3월 MBC 아나운서국 아나운서 2부장

## 방송 활동

### 진행
- MBC 《스페셜 K》
- MBC 축구 중계
- MBC 《자원봉사 희망 프로젝트 나누면 행복》
- 2005년 ~ 2008년 MBC 《생방송 화제집중》
- MBC 《MBC 스페셜 704회 : 한불수교 130주년 특집다큐 '프랑스에 물들다'》 - 내레이션
- MBC 《MBC 스페셜 725회 : 세 청년의 무일푼 농업 세계 일주》 - 내레이션
- 2005년 ~ 2006년 MBC 《정보토크 팔방미인》
- 2011년 ~ 2012년 MBC 《기분 좋은 날》
- 2007년 ~ 2010년 MBC 《스페셜 K》
- 2008년 ~ 2010년 《MBC 스포츠뉴스》
- 2009년 ~ 2016년 MBC 《그린실버 고향이 좋다》
- 2010년 ~ 2017년 MBC 《함께 사는 세상 희망 프로젝트 - 나누면 행복》
- 2011년 ~ 2012년 MBC 《문화사색》
- 2011년 MBC 《우리 아이 뇌를 깨우는 101가지 비밀》
- 2013년 MBC 《리얼스토리 눈》
- 2014년 MBC 《생방송 원더풀 금요일》
- 2014년 ~ 2017년 MBC 《생방송 오늘 저녁》
- 2016년 《2016 DMZ 평화콘서트》
- 2017년 SBS 《동상이몽 2 - 너는 내 운명》
- 2017년 EBS 라디오 《라디오 행복한 교육세상》
- 2018년 ~ 2023년 MBC 《기분 좋은 날》
- 2018년 ~ 2023년 MBC 《실화탐사대》
- 2021년 MBC 《폐업요정》
- 2021년 ~ 2024년 MBC 《생방송 연금복권 720+》

## 영화
- 2008년 《울학교 이티》 - 권투중계 아나운서 역
- 2023년 《좋.댓.구》 - 실화탐사대 아나운서 역 (특별출연)

## 게스트
- 2017년 6월 20일 KBS2 《1대100》 485회
- 2018년 6월 6일 MBC 《황금어장 라디오스타》 571회
- 2020년 12월 26일 MBC《생방송 행복드림 로또 6/45》 943회

## 가족 관계
- 배우자 : 이지애 (1981년 5월 13일 ~ )
- 딸 : 김서아 (2017년 1월 14일 ~ )
- 아들 : 김도윤 (2019년 2월 14일 ~ )

## 수상 내역
- 2010년 한국아나운서대상 스포츠 캐스터상

## 광고
- 2018년 구주제약 《엘씨비탐 파워(power) 정》, 《엘씨비탐 미(美) 정》